# فینال جام اتحادیه فوتبال انگلستان ۲۰۲۳
فینال جام اتحادیه فوتبال انگلستان ۲۰۲۳ (به انگلیسی: 2023 EFL Cup Final)، رقابت پایانی جام اتحادیه فوتبال انگلستان که در تاریخ ۲۶ فوریه ۲۰۲۳ میان دو تیم منچستر یونایتد و نیوکاسل یونایتد در ورزشگاه ومبلی لندن برگزار شد. در نهایت باشگاه فوتبال منچستر یونایتد برای ششمین بار قهرمان جام اتحادیه فوتبال انگلستان شد.